# Иванов, Евгений Григорьевич
Евгений Григорьевич Иванов (26 ноября 1934 — 29 сентября 2016) — бригадир монтажников строительного управления № 3 треста «Башнефтепромстрой». Герой Социалистического Труда. Почётный гражданин города Нефтекамск.

## Биография
Евгений Григорьевич Иванов родился 26 ноября 1934 г. в с. Семеновка Дюртюлинского района БАССР.
Образование — среднее. Трудовую деятельность начал в 1952 г. машинистом парохода Волго-Донского речного пароходства. В 1954—1957 гг. служил в рядах Советской Армии, после демобилизации работал в Дюртюлинском районе мотористом поисковой партии треста «Башвостокнефтеразведка» В 1959 г. переехал в г. Нефтекамск, где начал трудиться бригадиром монтажников строительного управления № 3 треста «Башнефтепромстрой».
Бригада Е. Г. Иванова одной из первых в республике стала внедрять крупноблочный способ сооружения промышленных и сельскохозяйственных объектов. За годы восьмой пятилетки (1966—1970) таким методом бригада собрала 22 объекта, в несколько раз сократив сроки строительства, за счет чего сберегла 61 302 рубля.
14 рационализаторских предложений, внесенных Е. Г. Ивановым, дали экономию 10 208 рублей, что позволило бригаде выполнить пятилетний план досрочно — к 22 апреля 1970 г., в день 100-летия В. И. Ленина.
Досрочно выполнил личные социалистические обязательства и плановые задания Восьмой пятилетки (1966—1970). 30 марта 1971 года Указом Президиума Верховного Совета СССР удостоен звания Героя Социалистического Труда «за выдающиеся заслуги в выполнении заданий пятилетнего плана и достижение высоких технико-экономических показателей» с вручением ордена Ленина и золотой медали Серп и Молот.
В 1974—1996 гг. работал в тресте «Башнефтепромстрой» слесарем, мастером, инженером по охране труда и технике безопасности автотранспортной колонны. В 1996 г. вышел на пенсию.
Почетный гражданин города Нефтекамск.
Депутат Верховного Совета Башкирской АССР восьмого созыва (1971—1975).
Жил в городе Нефтекамске.

## Награды
- Герой Социалистического Труда (1971)
- Награждён орденами Ленина (1971), «Знак Почёта» (1966), медалями.